# Bjelajce
Bjelajce (cyr. Бјелајце) – wieś w Bośni i Hercegowinie, w Republice Serbskiej, w gminie Mrkonjić Grad. W 2013 roku liczyła 693 mieszkańców.